# COMIC高
『COMIC高』（コミックこう）は、かつて茜新社から発行されていた成人向け漫画雑誌。2013年12月に創刊し、2018年9月に休刊となった。判型はB5判・平綴じ（無線綴じ）。

## 概要
JK専門誌。2013年12月27日創刊。Vol.8までコミックエルオーの増刊として不定期刊行の後、2016年7月号（同年5月30日発売）より独立創刊して隔月刊（奇数月30日発売）。2017年9月号（同年7月30日発売）より月刊（毎月30日発売）。独立創刊に伴い、雑誌コードが03770から03849に変更された。表紙イラストは加茂が担当。
2018年11月号（同年9月29日発売）を最後に休刊した。休刊後は2019年2月26日に創刊の新雑誌『COMICアオハ』に「高校生」のテーマはそのまま引き継がれるが、3年間限定・季刊発行での全12巻構成による「学年と季節」を盛り込んだ学年進行のものとなるためコンセプトはかなり異なる。

## 姉妹誌
COMIC LO
2002年9月創刊。雑誌コードは03769。
COMIC saseco（サセコ）
『COMIC高』増刊。ビッチ専門誌。2016年10月31日創刊。雑誌コードは03850。2017年11月29日発売のVol.3で休刊。

## 掲載作家
- 加茂
- きんく
- 大和川
- ぶぶづけ
- 大塚麗夏
- 鶴田文学
- 柚木N'
- もけ太
- まばん
- makki
- 獲る猫
- たーんおーばー
- 源五郎
- 鬼束直
- りょう
- くどうひさし
- モヤモヤ
- 藤崎ひかり
- ぶるまにあん
- ポンスケ
- まきお
- ですもくん
- めいか
- 佐々原憂樹
- しんどう
- ぐじら
- サテツ
- 東野みかん
- みなすきぽぷり
- 柴崎ショージ
- 坂上海
- 薬味紅生姜
- 池咲ミサ
- 海境
- 佐倉まふみ
- 山田一族。
- 色
- つっつ
- 桐原湧
- 中村葛湯
- ハレノチアメ
- うさ城まに
- 藍夜
- 篠岡ほまれ
- 平こさか
- ぶん
- かずたろ
- Qudamomo
- 葵井ちづる
- らげ
- スピリタス太郎
- 朝木貴行
- 消火器
- santa
- 神毛物由宇
- 江戸川浪漫
- つりがねそう
- 蒼惑う子
- いまっち
- 兎耳山アキジ
- 江戸屋犬八
- 大嘘
- コタツトモダチ
- 成田コウ
- よむ
- むねしろ
- 石鎚ぎんこ
- あかなぎ
- バクシーシAT
- ひし形とまる
- きいろいたまご
- あらくれ
- まりりん
- カタクリ
- 野城まさる
- 夏梅つな
- 森山六花
- 高橋こじか
- 四電ヒロ
- デコ助18号
- わなお
- みよし
- inono
- 佐骨
- とく村長
- おろねこ
- ぞんだ
- 大駒咲
- くろニャン
- たらぞお
- majoccoid
- おじょ
- 田スケ
- 森島コン
- べろせ
- えすお
- 七保志天十
- sugarBt
- 沢村青
- 俵緋龍
- 大空若葉
- あかゐろ
- 仙道八
- MAMO
- 灯ひでかず
- 駿河クロイツ
- 鈴木ひのみ
- 成宮亨
- SAKULA
- るりいろシュガー
- カタヤマユウジン
- しでん
- 二峰跨人
- ぐりえるも
- ダメなハム
- あお色一号
- 雪雨こん
- 緑茶イズム
- あっちょ
- いぬかみ
- 来太
- ブルマン
- マッシュ・マーロウ
- お久しぶり
- かせい
- Lithium
- 御雷
- rison
- いぶろー。
- エイチダッシュ
- 仲尾ハム
- ほかまみつり
- 左手太郎
- ぺに健
- たかやKi
- まめおじたん
- 花咲つつじ
- 菊月太朗
- むどおち
- じゃが山たらヲ
- 弐肆
- テラスMC
- にぼ
- 砂浜のさめ
- 団地の
- なちすけ
- 芋とか露木
- M田K樹
- ちゅぴまろ
- 茅乃井いの
- 悪役八八八号
- ゲンナリ
- ゲソスミス
- ティラヌー
- Soi
- 秋谷ひろ
- 大童貞男
- 大横山飴
- 伊月クロ
- 本田おぽん
- 皐月芋網
- まてつ
- 大仲いと
- ApRicot
- ロブ☆スター
- しでん晶
- ソボロゴ
- 米蔵
- 京のごはん
- あさなつくね
- BRLL
- まうめん
- ひげた
- ababari
- bbsacon
- majoccoid